# Parafia Najświętszego Zbawiciela w Łodzi
Parafia Najświętszego Zbawiciela w Łodzi – rzymskokatolicka parafia położona w dekanacie Łódź Teofilów-Żubardź archidiecezji łódzkiej.
Leży w zachodniej części miasta i swoim obszarem obejmuje osiedla Koziny, Mania i im. Montwiłła-Mireckiego oraz park im. Józefa Piłsudskiego. Na linii północ-południe przez całą parafię przebiega linia kolejowa (między dworcami Łódź Kaliska-Łódź Żabieniec).

## Historia parafii
Parafia została erygowana 17 września 1932 roku przez bp. Wincentego Tymienieckiego.
27 września 1931 biskup Kazimierz Tomczak poświęcił kamień węgielny pod budowę kościoła parafialnego. Po niemal roku (25 września 1932) wybudowaną według projektu Władysława Kwapiszewskiego z modrzewiowych bali świątynię poświęcił ordynariusz łódzki biskup Wincenty Tymieniecki. Następnie przy kościele wzniesiono zakrystię, a w 1934 murowaną plebanię.

## Proboszczowie
- ks. Stanisław Wilk (1932–1941, zm. 28 listopada 1942)
- ks. Franciszek Jeliński (1945–1966, zm. 14 czerwca 1971)
- ks. Edwin Grochowski (1966–1988, zm. 23 lutego 1991)
- ks. prałat Bolesław Kowalczyk (1988–2007, zm. w 2014)
- ks. kanonik Grzegorz Klimkiewicz (od 5 lipca 2007 do 7 lipca 2024)[1]
- ks. Robert Nowak (od 7 lipca 2024)[2]

## Cmentarz grzebalny
- św. Antoniego, ul. Solec 11 (popularnie nazywany „cmentarzem na Mani”)

## Grupy parafialne
Oaza Dzieci, Rycerstwo Niepokalanej, III Zakon Świętego Franciszka, Wspólnota Najświętszego Sakramentu i Niepokalanej, Żywa Róża, Wspólnota modlitewna „Zawierzenie”, Liturgiczna Służba Ołtarza.

## Zasięg parafii
Ulice: Augustynianka, Piotra Bardowskiego, Bobowa, Ciepła, Gustawa Daniłowskiego, Jana Długosza, Drewnowska (numery parzyste od 130 do końca), Floriańska, Gazowa, Górna, Grochowa, Grzybowa, Jarzynowa, Jęczmienna, Marcina Kasprzaka (numery nieparzyste 1-59 i parzyste 2-64a), Konstantynowska (numery nieparzyste 1-71 i parzyste 2-56/60), Krakowska (numery parzyste 2-16), Krańcowa (numery nieparzyste 1-13), Zygmunta Lorentza, Odolanowska (numery nieparzyste 1-5, parzyste 2, 4 A, B, C), Stefana Okrzei, Orzechowa, Michała Ossowskiego, Owsiana, Feliksa Perla, Perłowa, Jana Pietrusińskiego, Pszenna, Tomasza Rychlińskiego, Saperów, Siewna, Solec, Srebrzyńska, al. Unii Lubelskiej (numery parzyste 6-20), Wapienna, Ludwika Waryńskiego, Thomasa Woodrowa Wilsona, al. Włókniarzy (numery parzyste 178-198 i nieparzyste 185-187), Tomasza Zana, Zdrowie, Zimna.